# Gryon hospes
Gryon hospes är en stekelart som först beskrevs av Jean-Jacques Kieffer 1913.  Gryon hospes ingår i släktet Gryon och familjen Scelionidae. Inga underarter finns listade i Catalogue of Life.